# 貴嬪
貴嬪，是中國古代皇帝後宮妃嬪的位號之一。

## 沿革
- 曹魏：貴嬪一號始於曹魏文帝封郭女王為貴嬪，在當時是僅次於皇后的位號。
- 晉朝：貴嬪與夫人、貴人並稱三夫人，僅次皇后，位視三公。
- 前赵：贵嫔分为左贵嫔、右贵嫔。
- 南朝宋：貴嬪與夫人、貴人並列三夫人，僅次皇后，位視三公；世祖孝建三年後，將三夫人改為貴嬪、貴妃、貴人；太宗又改貴嬪、貴姬、貴妃為三夫人。
- 南朝齊：皇后之下有貴嬪、夫人、貴人，並稱三夫人。
- 南朝陳：貴妃、貴嬪、貴姬並稱三夫人，位次皇后。
- 唐朝后宫：妃位之下为九嫔。九嫔之外，没有设置贵嫔的记载，但有三个实例，一是李渊的妾室莫丽芳追赠贵嫔，二是李渊的杨嫔（有研究者认为她的位号就是贵嫔[1]），三是唐玄宗杨贵嫔。

- 其於朝代的貴嬪之等級，則皆未見記載。

## 歷代貴嬪

### 曹魏至五胡十六国
- 曹魏貴嬪

1. 郭女王：曹魏曹丕貴嬪。

- 晉貴嬪

1. 胡芳：西晉武帝貴嬪。

- 前趙

1. 劉英：昭武帝左貴嬪。
2. 劉娥：曾被昭武帝封為右貴嬪。

- 後趙

1. 柳貴嬪：武帝貴嬪。

- 後燕

1. 段貴嬪：慕容垂貴嬪。
2. 苻訓英：慕容熙貴嬪。

### 南北朝
- 南朝宋

1. 劉英媚：廢帝貴嬪。

- 南朝齐

1. 谢贵嫔：齐高帝贵嫔。
2. 羊贵嫔：齐武帝贵嫔。
3. 殷贵嫔：齐明帝贵嫔。

- 南朝梁

1. 丁令光：梁武帝貴嬪。

- 南朝陳

1. 孔貴嬪：陳後主貴嬪。
2. 龔貴嬪：陳後主貴嬪。

- 北魏貴嬪

1. 杜貴嬪：北魏明元帝貴嬪。
2. 司馬顯姿：宣武帝貴嬪。
3. 高英：曾被宣武帝封為貴嬪。

### 隋朝以后
- 隋朝貴嬪

1. 蕭貴嬪：隋煬帝貴嬪。

- 唐朝貴嬪

1. 莫丽芳：李渊登基之初逝世，追赠贵嫔。
2. 杨貴嫔：唐玄宗的貴嬪。

- 宋朝貴嬪

1. 胡貴嬪：宋度宗貴嬪。